# Milton I. Southard

Milton Isaiah Southard (20 de octubre de 1836 – 4 de mayo de 1905) fue un Representante estadounidense por Ohio.
Nació en Hanover, donde terminó sus estudios y se graduó por la Universidad de Denison en Granville.
Estudió Derecho y fue admitido al Colegio de Abogados en 1863 comenzando sus prácticas en (Toledo (Ohio)|Toledo)]. 
Fue fiscal en el Condado de Muskingum desde 1867 a 1871.
Southard fue elegido por el Partido Demócrata en el 43.º  , 44.º, y 45.º Congresos (4 de marzo de 1873 – 3 de marzo de 1879).
Sirvió como presidente del Comité de Territorios en el Cuadrigésimo cuarto Congreso.
Murió en Zanesville el 4 de mayo de 1905.